# Luis Humberto Crosthwaite
 (avril 2025).
Si vous disposez d'ouvrages ou d'articles de référence ou si vous connaissez des sites web de qualité traitant du thème abordé ici, merci de compléter l'article en donnant les références utiles à sa vérifiabilité et en les liant à la section « Notes et références ».
 (avril 2025).
La mise en forme du texte ne suit pas les recommandations de Wikipédia : il faut le « wikifier ».
Les points d'amélioration suivants sont les cas les plus fréquents. Le détail des points à revoir est peut-être précisé sur la page de discussion.
- Les titres sont pré-formatés par le logiciel. Ils ne sont ni en capitales, ni en gras.
- Le texte ne doit pas être écrit en capitales (les noms de famille non plus), ni en gras, ni en italique, ni en « petit »…
- Le gras n'est utilisé que pour surligner le titre de l'article dans l'introduction, une seule fois.
- L'italique est rarement utilisé : mots en langue étrangère, titres d'œuvres, noms de bateaux, etc.
- Les citations ne sont pas en italique mais en corps de texte normal. Elles sont entourées par des guillemets français : « et ».
- Les listes à puces sont à éviter, des paragraphes rédigés étant largement préférés. Les tableaux sont à réserver à la présentation de données structurées (résultats, etc.).
- Les appels de note de bas de page (petits chiffres en exposant, introduits par l'outil «  Source ») sont à placer entre la fin de phrase et le point final[comme ça].
- Les liens internes (vers d'autres articles de Wikipédia) sont à choisir avec parcimonie. Créez des liens vers des articles approfondissant le sujet. Les termes génériques sans rapport avec le sujet sont à éviter, ainsi que les répétitions de liens vers un même terme.
- Les liens externes sont à placer uniquement dans une section « Liens externes », à la fin de l'article. Ces liens sont à choisir avec parcimonie suivant les règles définies. Si un lien sert de source à l'article, son insertion dans le texte est à faire par les notes de bas de page.
- La présentation des références doit suivre les conventions bibliographiques. Il est recommandé d'utiliser les modèles {{Ouvrage}}, {{Chapitre}}, {{Article}}, {{Lien web}} et/ou {{Bibliographie}}. Le mode d'édition visuel peut mettre en forme automatiquement les références.
- Insérer une infobox (cadre d'informations à droite) n'est pas obligatoire pour parachever la mise en page.

Pour une aide détaillée, merci de consulter Aide:Wikification.
Si vous pensez que ces points ont été résolus, vous pouvez retirer ce bandeau et améliorer la mise en forme d'un autre article.
 (avril 2025).
Motif : Pas de source sauf pour les publications, pas vraiment de contenu sur le reste de la "biographie" : WP:CAA
- Archive Wikiwix
- Bing
- Cairn
- DuckDuckGo
- E. Universalis
- Gallica
- Google
- G. Books
- G. News
- G. Scholar
- Persée
- Qwant
- (zh) Baidu
- (ru) Yandex
- (wd) trouver des œuvres sur Wikidata

| 1. | Préciser le motif de la pose du bandeau. | Précisez le motif de la pose du bandeau en utilisant la syntaxe suivante : {{admissibilité à vérifier\|date=juin 2025\|motif=remplacez ce texte par le motif}}                                 |
| 2. | Informer les utilisateurs concernés.     | Pensez à avertir le créateur de l'article, par exemple, en insérant le code ci-dessous sur sa page de discussion : {{subst:avertissement admissibilité à vérifier\|Luis Humberto Crosthwaite}} |

Pour les articles homonymes, voir Crosthwaite.
Luis Humberto Crostwaite (née en 1962 à Tijuana) est un écrivain, éditeur et journaliste dont le travail est apparu dans une variété d'événements internationaux. Son travail sur la fiction a suscité une attention critique sur sa capacité à exprimer les complexités liées à la vie au sein de la région à la frontière des États-Unis/Mexique.
Crosthwaite a passé la majeur partie de sa vie à Tijuana avant de déménager à San Diego, où il travaillera au journal "San Diego Union-Tribune" en tant que chroniqueur et éditeur.
Actuellement,[Quand ?] Crosthwaite vit à Tijuana.

## Publications

### Anglais

#### En tant qu'auteur
- La Lune sera toujours un amour lointain, traduit par Debbie Nathan et Willivaldo Delgadillo, de La luna siempre sera un dificíl amor (roman, 1997) [1]
- Hors de leur esprit (2013) [2]

#### En tant qu'éditeur
- Puro Border : dépêches, instantanés et graffitis de La Frontera (anthologie, 2003) [3]

- Once Around the Block / Una Vuelta a la Manzana, écrit et illustré par José Lozano (2009) [4]
- Little Chanclas, écrit et illustré par José Lozano (2015) [5]
- Birdie's Beauty Parlor / El Salon de Belleza de Birdie, écrit par Lee Merrill Byrd et illustré par Francisco Degado (2020) [6]
- Maximilien et la malédiction de l'ange déchu, écrit et illustré par Xavier Garza (2020) [7]
- Still Dreaming/Seguimos soñando écrit par Claudia Guadalupe Martinez et illustré par Magdalena Mora (2022) [8]

- Marcela y el rey al fin juntos (nouvelles, 1988)
- Mujeres con traje de baño caminan solitarias por las playas de su llanto (nouvelles, 1990)
- El gran pretender (roman, 1990)
- No quiero escribir no quiero (nouvelles, 1993)
- Lo que estará en mi corazón (non-fiction, 1994)
- La luna siempre sera un amor difícil (roman, 1994)
- Estrella de la calle sexta (deux nouvelles et une nouvelle), 2000)
- Idos de la mente - la increíble y (a veces) triste historia de Ramón y Cornelio (roman, 2001)
- Instrucciones para cruzar la frontera (nouvelles, 2002)
- Aparta de mí este cáliz (roman, 2009)
- Idos de la mente - la increíble y (a veces) triste historia de Ramón y Cornelio (édition révisée, 2010)
- Tijuana : crimen y olvido (roman, 2010)
- Instrucciones para cruzar la frontera (édition révisée, 2011)